# Präsidentschaftswahl in Litauen 2019

Standarte des Präsidenten

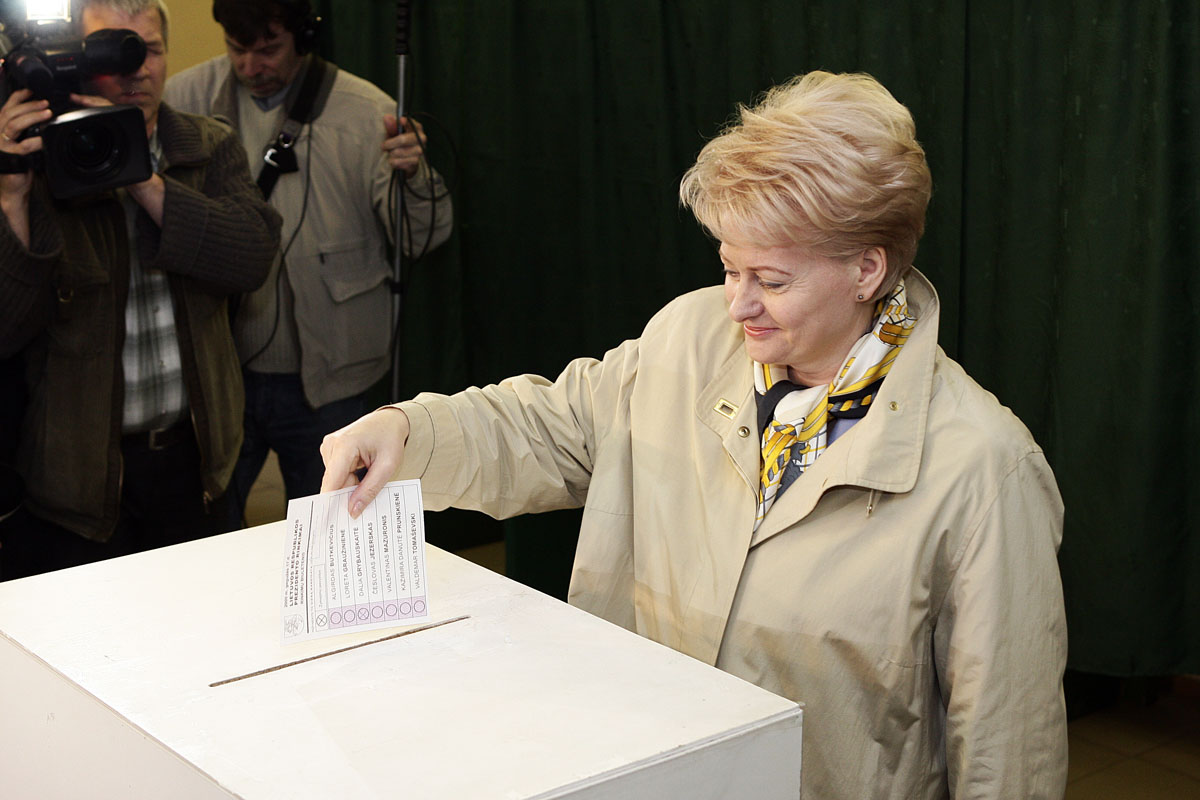
Amtierende Präsidentin Dalia Grybauskaitė

Die Präsidentschaftswahl in Litauen 2019 fand in erster Wahlrunde am 12. Mai 2019 statt. Die notwendige Stichwahl fand am 26. Mai 2019 parallel zur Europawahl statt. Daran nahmen zwei parteilose Kandidaten teil: Ingrida Šimonytė (* 1974) und Gitanas Nausėda (* 1964). Nausėda wurde zum Präsidenten ausgewählt.
Der Präsident der Republik Litauen wird in direkten Wahlen von Wählern mit litauischer Staatsangehörigkeit jeweils für 5 Jahre in den Wahlkreisen gewählt. Die amtierende Präsidentin Dalia Grybauskaitė durfte nicht wieder antreten, da sie das Amt für zwei aufeinander folgende Wahlperioden innehatte.

## Prätendenten
Die Wahlkommission registriert nur solche Kandidaten, die die Kaution einzahlten und die nötigen 20.000 Unterstützerunterschriften erreicht haben.

### Mögliche Prätendenten
Von 2014 bis 2019 wurden die folgenden Personen als mögliche Kandidaten für das Präsidentenamt in den litauischen Medien erwähnt:
- Petras Auštrevičius (* 1963), liberaler Politiker, EP-Mitglied, Parlamentsvizepräsident, Diplomat[2]
- Vilija Blinkevičiūtė (* 1960), Juristin und Politikerin, ehemalige Sozialministerin und EP-Mitglied[3]
- Arvydas Juozaitis (* 1956),  Philosoph, Journalist, olympischer Schwimmer und Politiker
- Aušra Maldeikienė (* 1958), Seimas-Mitglied, Politökonomin[4]
- Visvaldas Matijošaitis (* 1957), Unternehmer, seit 2015 Bürgermeister von Kaunas[5]
- Ramūnas Karbauskis (* 1969), Agrarunternehmer und Mäzen, Seimas-Mitglied, ehemaliger Parlamentsvizepräsident[6]
- Gitanas Nausėda (* 1964), Ökonom und Professor[7]
- Rolandas Paksas (* 1956), rechtspopulistischer Politiker, ehemaliger Premierminister und Präsident, EP-Mitglied[8]
- Artūras Paulauskas (* 1953), Rechtsanwalt und Politiker, ehemaliger Generalstaatsanwalt und geschäftsführender Präsident[9]
- Žygimantas Pavilionis (* 1971), Diplomat, Botschafter[10]
- Mindaugas Puidokas (*  1979), KTU-Dozent, LVŽS-Politiker und Seimas-Mitglied
- Naglis Puteikis (* 1964), Historiker, Seimas-Mitglied, Leiter der  Litauischen Zentrumspartei[11]
- Arvydas Sabonis (*  1964), Basketballfunktionär[12]
- Saulius Skvernelis (* 1970), Premierminister, ehemaliger Polizeikommissar und Innenminister[13]
- Remigijus Šimašius (*  1974), liberaler Politiker, seit 2015 Bürgermeister von Vilnius[14]
- Ingrida Šimonytė (*  1974), Betriebswirtin und Seimas-Mitglied, ehemalige Finanzministerin[12][15] (seit November 2018 offizielle Kandidatin der konservativen Partei Tėvynės sąjunga, TS-LKD)
- Valdemar Tomaševski (* 1965), Politiker der polnischen Minderheit
- Vygaudas Ušackas (* 1964), EU-Diplomat, ehemaliger litauischer Außenminister[16] (im November 2018 Kandidatur zurückgezogen)
- Artūras Zuokas (* 1968), liberaler Politiker und Unternehmer[17]

### Registrierte Prätendenten
Insgesamt wurden 13 Personen als Prätendenten zu Kandidaten, die die Kaution von  4.594 Euro (Monatslohn von 918,8 EUR × 5) einzahlten, eingetragen (in Klammern die Zahl der bis zur festgelegten Frist gesammelten Unterstützungsunterschriften, nachdem die Kaution von Kandidaten bei VRK-Behörde eingezahlt wurde):
- Ingrida Šimonytė, 68.100 Unterschriften
- Gitanas Nausėda, 43.300 Unterschriften
- Saulius Skvernelis, 37.100 Unterschriften
- Arvydas Juozaitis, 36.400 Unterschriften
- Vytenis Andriukaitis, 29.700 Unterschriften
- Valdemar Tomaševski, 29.200 Unterschriften
- Valentinas Mazuronis, 25.000  Unterschriften
- Mindaugas Puidokas, 29.000 Unterschriften
- Naglis Puteikis, 21.300  Unterschriften

- Petras Auštrevičius (19.552 Unterschriften)
- Kazimieras Juraitis (* 1961), Lietuvos liaudies partija  (6.500 E-Unterschriften)
- Alfonsas Butė (* 1952), Lietuvos liaudies partija (6.000 E-Unterschriften)
- Petras Gražulis (2.450 E-Unterschriften)[18]

## Eingetragene Kandidaten
- Ingrida Šimonytė, Seimas-Mitglied
- Gitanas Nausėda, Bank-Ökonom
- Saulius Skvernelis, Ministerpräsident und Seimas-Mitglied
- Arvydas Juozaitis, Philosoph
- Vytenis Andriukaitis, EU-Gesundheitskommissar
- Valdemar Tomaševski, EU-Parlamentarier
- Valentinas Mazuronis, EU-Parlamentarier
- Mindaugas Puidokas, Seimas-Mitglied
- Naglis Puteikis, Seimas-Mitglied

## Wahlergebnis
| Kandidaten                                                       | Kandidaten           | Parteien                         | 1. Wahlgang | 1. Wahlgang | 2. Wahlgang | 2. Wahlgang |
| Kandidaten                                                       | Kandidaten           | Parteien                         | Stimmen     | %           | Stimmen     | %           |
| ---------------------------------------------------------------- | -------------------- | -------------------------------- | ----------- | ----------- | ----------- | ----------- |
|                                                                  | Gitanas Nausėda      | Parteilos                        | 441.396     | 31,2        | 881.495     | 66,5        |
|                                                                  | Ingrida Šimonytė     | Parteilos (TS-LKD)               | 446.719     | 31,5        | 443.394     | 33,5        |
|                                                                  | Saulius Skvernelis   | Parteilos (LVŽS – LSDDP)         | 279.413     | 19,7        |             |             |
|                                                                  | Vytenis Andriukaitis | Lietuvos socialdemokratų partija | 68.118      | 4,8         |             |             |
|                                                                  | Arvydas Juozaitis    | Parteilos                        | 66.957      | 4,7         |             |             |
|                                                                  | Valdemar Tomaševski  | Lietuvos lenkų rinkimų akcija    | 56.476      | 4,0         |             |             |
|                                                                  | Mindaugas Puidokas   | Parteilos                        | 37.036      | 2,6         |             |             |
|                                                                  | Naglis Puteikis      | Lietuvos centro partija          | 11.302      | 0,8         |             |             |
|                                                                  | Valentinas Mazuronis | Parteilos                        | 9.205       | 0,6         |             |             |
| Gesamt                                                           | Gesamt               | Gesamt                           | 1.416.622   | 100         | 1.324.889   | 100         |
|                                                                  |                      |                                  |             |             |             |             |
| Ungültige Stimmen                                                | Ungültige Stimmen    | Ungültige Stimmen                | 10.072      | 0,7         | 17.205      | 1,3         |
| Wähler                                                           | Wähler               | Wähler                           | 1.426.694   | 57,4        | 1.342.094   | 53,9        |
| Wahlberechtigte                                                  | Wahlberechtigte      | Wahlberechtigte                  | 2.486.915   |             | 2.491.021   |             |
|                                                                  |                      |                                  |             |             |             |             |
| Quellen: Vyriausioji Rinkimų Komisija, 1. Wahlgang – 2. Wahlgang |                      |                                  |             |             |             |             |